# Błąd majowy
Błąd majowy – określenie używane od końca maja 1926 roku przez Komunistyczną Partię Polski, swojej decyzji popierania podczas przewrotu majowego opcji Józefa Piłsudskiego (na zasadzie: popieramy, mimo że „cele nasze idą dalej niż piłsudczyków”). Poparcie Piłsudskiego przez komunistów wynikało głównie z tego, iż chciał się on rozprawić z wrogą im prawicą i Chjeno-Piastem. Odezwa Komitetu Centralnego Komunistycznej Partii Polski z okresu przewrotu majowego brzmiała: 

Robotnicy, baczność! Najbliższe godziny mogą nam przynieść walkę zbrojną pomiędzy rządem Chjeno-Piasta, za którym stoją faszyści i najwięksi wrogowie ludu pracującego, a żołnierzami, zbuntowanymi przeciwko uciskowi, idącymi za obozem Piłsudskiego. Wiecie, robotnicy, że nasze cele idą dalej niż cele piłsudczyków. Ale w walce tej miejsce rewolucyjnych robotników jest przeciw rządowi Chjeno-Piasta i przeciw faszystom. Bądźcie gotowi do walki, robotnicy. Hasłem naszym jest: Precz z rządem Chjeno-Piasta! Niech żyje rząd robotniczo-chłopski!

## Przyczyny
KPP uznała, iż narastający konflikt będzie miał charakter rozgrywki między prawicowo-centrowym rządem Chjeno-Piasta, stanowiącym koalicję PSL „Piast”, Polskiego Stronnictwa Chrześcijańskiej Demokracji, Narodowej Partii Robotniczej i Związku Ludowo-Narodowego (endecja) a obozem Piłsudskiego. Rząd Chjeno-Piasta był dla KPP emanacją prawicy społecznej, zaś obóz Piłsudskiego realizatorem demokratycznych celów warstw drobnomieszczańskich. Poparcie zamachu Piłsudskiego przez komunistów było niejako wymuszone sytuacją, w jakiej znalazła się KPP. Bezpośrednia konfrontacja endecji i piłsudczyków, która miała zadecydować o dalszym rozwoju sytuacji politycznej w państwie, nie mogła być bowiem dla tej partii obojętna. Odsunięcie się od rozgrywających wydarzeń oznaczało samoizolację, spadek jej roli i znaczenia, ponadto ewentualne zwycięstwo obozu endeckiego w tym starciu groziło zaprowadzeniem w kraju dyktatury na wzór faszyzmu. Natomiast włączenie się do rozgrywki po stronie piłsudczyków umożliwiało – według rachub kierownictwa partii – przejście do drugiego etapu walki, oznaczającego realizację celów robotniczo-chłopskich.  
Mylne co do osoby Piłsudskiego i jego ekipy poglądy panowały w partii niemal od początku jej istnienia. Na I Konferencji w referacie o sytuacji międzynarodowej i położeniu Polski mówiło się o „inteligencko-militarnej” grupie Piłsudskiego, zaś na II Konferencji rezolucja o sytuacji w Polsce głosiła: „Polska poszła zrazu trzecią drogą, odpowiadającą ideologii klasy pośredniej: drobnomieszczaństwa i jego wodza – Piłsudskiego”. Zresztą podobnego zdania o roli Piłsudskiego byli także czołowi działacze Wszechzwiązkowej Komunistycznej Partii (bolszewików) i Komunistycznej Partii Niemiec.  
W dniach przewrotu majowego dla podkreślenia odrębności swych celów KPP wysunęła hasła uzbrojenia ludu, uwolnienia więźniów politycznych, wywłaszczenia obszarników, prawa do samookreślenia dla Ukraińców i Białorusinów, wezwała robotników do strajku.  

Przyczyny odstąpienia od poparcia to głównie brutalne rozpędzenie przez podporządkowaną Piłsudskiemu żandarmerię demonstracji poparcia dla Piłsudskiego zorganizowanej przez komunistów w Warszawie oraz potępienie przez Związek Radziecki decyzji partii jako aktu zdrady wobec obozu komunistycznego. 8 czerwca 1926 roku sekretarz generalny Wszechzwiązkowej Komunistycznej Partii (bolszewików) Józef Stalin na zebraniu robotników głównych warsztatów kolejowych w Tyflisie, wygłosił referat podczas którego powiedział między innymi: 

Istnieje pogląd, że ruch, na którego czele stoi Piłsudski, jest ruchem rewolucyjnym. Powiadają, że Piłsudski broni sprawy rewolucji w Polsce, sprawy chłopów przeciwko obszarnikom, sprawy robotników przeciwko kapitalistom, sprawy wolności dla uciskanych w Polsce narodowości, przeciwko polskiemu szowinizmowi i faszyzmowi. Powiadają, że wobec tego Piłsudski zasługuje na to, by komuniści go poparli. Jest to całkowicie niesłuszne, towarzysze! W rzeczywistości w Polsce toczy się obecnie walka pomiędzy dwoma odłamami burżuazji. Odłamem wielkoburżuazyjnym z Poznaniakami na czele i odłamem drobnomieszczańskim z Piłsudskim na czele. Celem walki jest wzmocnienie, stabilizacja państwa burżuazyjnego, a nie obrona interesów robotników i chłopów.

KPP szybko dostrzegła swoją pomyłkę i starała się ją naprawić. Już w deklaracji Komunistycznej Frakcji Poselskiej z 31 maja 1926 roku oraz na plenum czerwcowym oceniono bowiem nową władzę jako „dyktaturę kapitalistyczną i faszystowską”.  
Tak zwany błąd majowy negatywnie odbił się na działalności KPP w następnych latach. Nastąpił podział na dwie frakcje. Do tak zwanej „większości” należeli między innymi: Adolf Warski, Maria Koszutska, Henryk Walecki, Edward Próchniak, Aleksander Danieluk-Stefański, Henryk Lauer-Brand, zaś do „mniejszości” Julian Leński, Jan Paszyn, Saul Amsterdam, Jerzy Ryng, Alfred Lampe i inni. Choć obie frakcje deklarowały, że stoją na stanowisku marksizmu-leninizmu, przedstawiciele „mniejszości” w różny sposób podważali uchwały II Zjazdu KPRP, sztucznie dopatrując się w nich przyczyn błędu majowego. Ogrom walk frakcyjnych trwających w łonie partii do 1929 roku doprowadził do odsunięcia od kierownictwa partii grupy „większości” i przejęcia go przez przywódców grupy „mniejszości”.